# Litiotantite
La litiotantite è un minerale.